# Usaquén
Usaquén es la localidad número uno del Distrito Capital de Bogotá. Se encuentra ubicada en el norte de la ciudad. Fue un antiguo municipio del Departamento de Cundinamarca, cuyo origen se remonta a la época precolombina.

## Toponimia
Su nombre viene del vocablo muisca Usaque.  Este vocablo tiene origen en una práctica de la religión muisca llevada a cabo por sus sacerdotes o zaques cuando se iba a construir una mansión señorial para su cacique o señor. A esta costumbre se le llamaba Usaque, que etimológicamente, según en muisca, quiere decir: usa, "debajo" y que, "palo o madero", cuyos significados unidos daría "debajo del palo".
Circulan otras versiones referente a que Usaquén significaba "tierra del Sol", nombre aparentemente derivado de Usaque, señor de caciques, dependiente del Zipa, asi como de Usaca, hija del cacique Tisquesusa, casada por fray Domingo de las Casas -oficiante de la misa fundacional de Bogotá- con el capitán español Juan María Cortés, quien recibió en adjudicación las tierras de Usaquén.

## Geografía física

### Límites
La localidad está delimitado por las siguientes localidades y municipios:
| Noroeste: Localidad de Suba (UPZ Guaymaral Autopista Norte)                                                       | Norte: Chía (Vereda Fusca)                                                                            | Nordeste: Sopó (Vereda San Gabriel) y La Calera (vereda Márquez)                                                                     |
| Oeste: Localidad de Suba (UPZ La Alhambra, El Prado, Britalia, San José Bavaria y La Academia Autopista Norte)    | | Este: La Calera (veredas Auora Alta, San Rafael y Camino al Meta)                                                                    |
| Suroeste: Localidad de Suba (UPZ Los Andes Autopista Norte) y de Chapinero (UPZ Chicó Lago Calle 100-Avenida NQS) | Sur: Localidad de Chapinero (UPZ Chicó Lago Avenida NQS-Calle 100, Vía a La Calera Cerros Orientales) | Sureste: La Calera (Veredas El Hato, El Líbano y El Salitre) y Localidad de Chapinero (Vía La Calera, UPZ San Luis Vereda el Verjón) |

Extensión
- Área Urbana: 2,806.74 ha (28.07 km²)
- Área Rural: 3,713.40 ha (37.13 km²)
- Área Total: 6520.14 ha (65.20 km²)

### Hidrografía

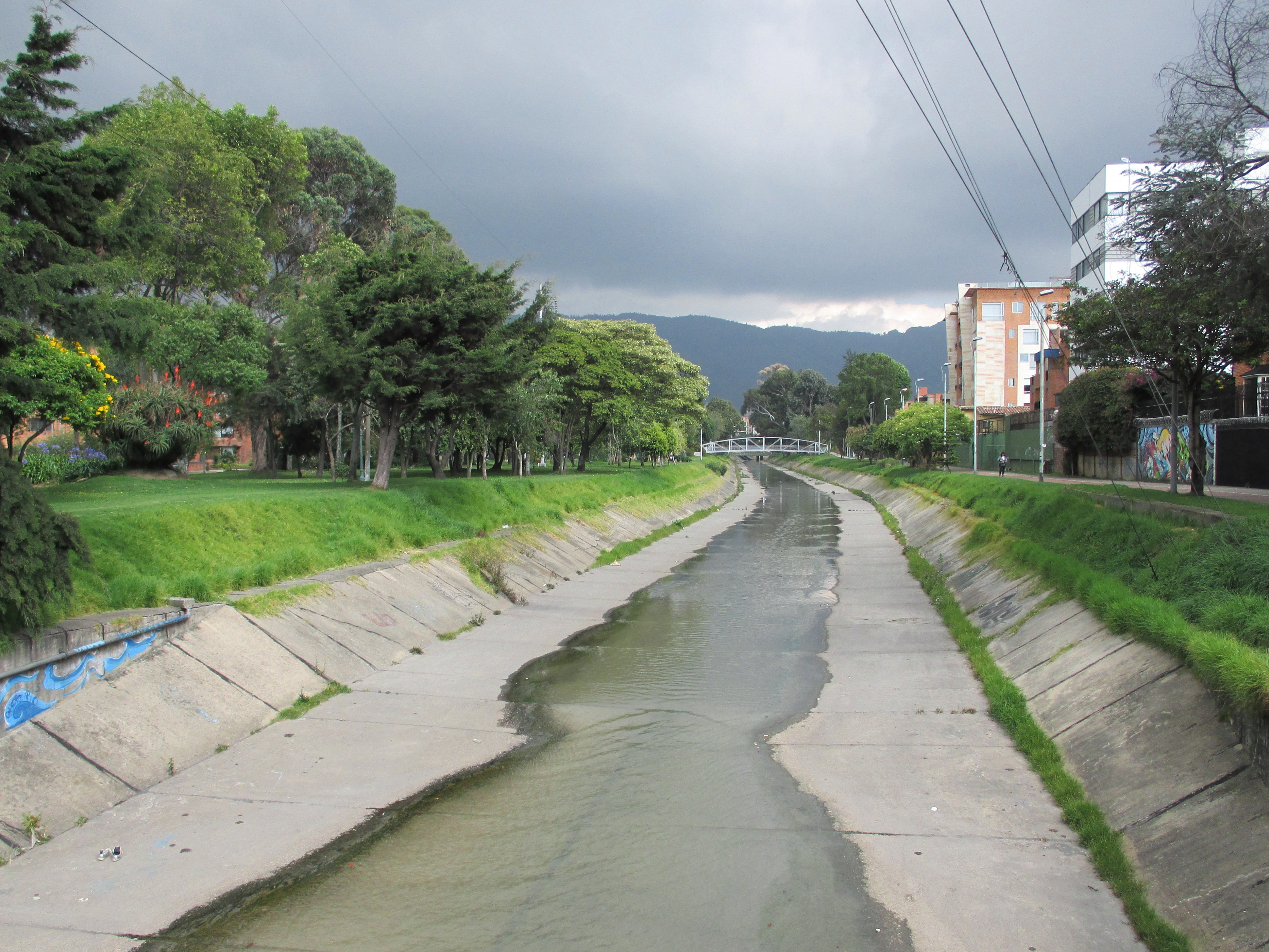
Canal Molinos en la carrera 25.

La localidad tiene varios cuerpos de agua ya que está ubicada en la base de los cerros. Algunas quebradas y ríos han sido canalizados para permitir la urbanización de las zonas circundantes. Las dos subcuencas y sus corrientes de agua son:
| Subcuencas  | Quebradas | Canales                                                                       | Otros cuerpos hídricos |
| ----------- | --- | ----------------------------------------------------------------------------- | ---------------------- |
| Río Torca   | Aguanica, Aguas Calientes, Arauquita, Bosque de Pinos, Cañiza, Cerro, La Cañada, La Cita, La Floresta, Las Pilas, Nóvita, Patiño, San Juan, Soratama, Tibabita, Torca | Canaima, *El Cedro, El Redil, San Antonio, *San Cristóbal, *Serrezuela, Torca | Humedal Torca          |
| Rio Salitre | Bosque Medina, Chorrera, Moraci, Moraji, Pozo Claro, Puente Piedra, Quebradita, San Antonio, Santa Ana, Santa Bárbara, Sureña, Trujillo (Gatasiu en muisca), Valmaria | *Contador, Norte, *Callejas, Molinos                                          | Lago del Country Club  |

- No canalizados en la parte alta

### Clima
| Parámetros climáticos promedio de Colegio Unión Colombia Sede A (2022) | Parámetros climáticos promedio de Colegio Unión Colombia Sede A (2022) | Parámetros climáticos promedio de Colegio Unión Colombia Sede A (2022) | Parámetros climáticos promedio de Colegio Unión Colombia Sede A (2022) | Parámetros climáticos promedio de Colegio Unión Colombia Sede A (2022) | Parámetros climáticos promedio de Colegio Unión Colombia Sede A (2022) | Parámetros climáticos promedio de Colegio Unión Colombia Sede A (2022) | Parámetros climáticos promedio de Colegio Unión Colombia Sede A (2022) | Parámetros climáticos promedio de Colegio Unión Colombia Sede A (2022) | Parámetros climáticos promedio de Colegio Unión Colombia Sede A (2022) | Parámetros climáticos promedio de Colegio Unión Colombia Sede A (2022) | Parámetros climáticos promedio de Colegio Unión Colombia Sede A (2022) | Parámetros climáticos promedio de Colegio Unión Colombia Sede A (2022) | Parámetros climáticos promedio de Colegio Unión Colombia Sede A (2022) |
| Mes                                                                    | Ene.                                                                   | Feb.                                                                   | Mar.                                                                   | Abr.                                                                   | May.                                                                   | Jun.                                                                   | Jul.                                                                   | Ago.                                                                   | Sep.                                                                   | Oct.                                                                   | Nov.                                                                   | Dic.                                                                   | Anual                                                                  |
| ---------------------------------------------------------------------- | ---------------------------------------------------------------------- | ---------------------------------------------------------------------- | ---------------------------------------------------------------------- | ---------------------------------------------------------------------- | ---------------------------------------------------------------------- | ---------------------------------------------------------------------- | ---------------------------------------------------------------------- | ---------------------------------------------------------------------- | ---------------------------------------------------------------------- | ---------------------------------------------------------------------- | ---------------------------------------------------------------------- | ---------------------------------------------------------------------- | ---------------------------------------------------------------------- |
| Temp. máx. abs. (°C)                                                   | 23.9                                                                   | 23.8                                                                   | 23.5                                                                   | 23.9                                                                   | 23.2                                                                   | 23.0                                                                   | 24.8                                                                   | 24.2                                                                   | 22.8                                                                   | 24.2                                                                   | 23.7                                                                   | 24.3                                                                   | 24.8                                                                   |
| Temp. máx. media (°C)                                                  | 21.8                                                                   | 21.0                                                                   | 21.0                                                                   | 20.5                                                                   | 20.4                                                                   | 20.1                                                                   | 20.1                                                                   | 19.9                                                                   | 20.5                                                                   | 21.1                                                                   | 20.8                                                                   | 21.5                                                                   | 20.7                                                                   |
| Temp. media (°C)                                                       | 16.3                                                                   | 16.4                                                                   | 16.3                                                                   | 16.2                                                                   | 16.1                                                                   | 15.6                                                                   | 15.7                                                                   | 15.3                                                                   | 15.6                                                                   | 16.1                                                                   | 16.2                                                                   | 15.6                                                                   | 16                                                                     |
| Temp. mín. media (°C)                                                  | 10.9                                                                   | 11.8                                                                   | 11.7                                                                   | 11.9                                                                   | 11.9                                                                   | 11.1                                                                   | 11.3                                                                   | 10.7                                                                   | 10.7                                                                   | 11.2                                                                   | 11.7                                                                   | 9.8                                                                    | 11.2                                                                   |
| Temp. mín. abs. (°C)                                                   | 7.3                                                                    | 9.0                                                                    | 8.6                                                                    | 8.3                                                                    | 9.0                                                                    | 8.8                                                                    | 7.7                                                                    | 7.5                                                                    | 7.9                                                                    | 8.7                                                                    | 9.9                                                                    | 5.9                                                                    | 5.9                                                                    |
| Precipitación total (mm)                                               | 45.7                                                                   | 183.1                                                                  | 116.2                                                                  | 178.2                                                                  | 107.3                                                                  | 117.4                                                                  | 64.8                                                                   | 48.2                                                                   | 74.5                                                                   | 161.8                                                                  | 177.6                                                                  | 81.6                                                                   | 1356.4                                                                 |
| Fuente: Secretaría Distrital de Ambiente (SDA)                         |                                                                        |                                                                        |                                                                        |                                                                        |                                                                        |                                                                        |                                                                        |                                                                        |                                                                        |                                                                        |                                                                        |                                                                        |                                                                        |

## Naturaleza

### Zonas protegidas
En la localidad existen seis áreas protegidas reconocidas en el Sistema de Áreas Protegidas:
- Parque ecológico distrital de montaña Cerro de Torca
- Parque ecológico distrital Humedal de Torca
- Reserva forestal regional productora Thomas Van der Hammen
- Reserva forestal regional protectora Cuenca Alta del Río Bogotá
- Reserva forestal regional protectora Bosque Oriental de Bogotá
- Área forestal distrital Sierras del Chicó

## Historia
Fue un poblado muisca en época prehispánica y se fundó bajo los españoles en 1539. Durante el Virreinato fue en todo caso una población de reducidas proporciones, cuyos tributos eclesiásticos se encontraban entre los más bajos de la Sabana. Sus condiciones geográficas eran desfavorables, y el camino que la comunicaba con Santa Fe estaba en muy malas condiciones, en parte por las inundaciones que se formaban en algunos tramos. El poblado indígena se abandonó por decreto virreinal en 1777, entre otras cosas debido a la baja calidad agrícola de sus tierras y a la extensión de los humedales.hecho que motivó a sus habitantes fueron desplazados a Soacha.

### SigloXIX
A principios del  siglo xix el lugar contaba apenas con unas 120 casas, la mayoría de paja, de las cuales solo 100 conformaban el pueblo propiamente dicho. Fue asiento de haciendas famosas de la sabana como Santa Ana, Santa Bárbara y el Cedro, hoy convertidas casi totalmente en barrios, urbanizaciones y locales e inmuebles comerciales.
En la independencia, en Usaquén se acamparon las tropas patriotas que venía en retirada desde Chiquinquirá, por Chocontá, Zipaquirá, Chía y actuaban al mando del general francés Miguel Servíez, al servicio de la causa americana y su segundo jefe el entonces coronel Francisco de Paula Santander. Después de la acción de las tropas de la Unión, en el páramo de Cachirí (Santander) en marzo de 1816, el ejército patriota nuevamente organizado fue puesto bajo el cuidado y pericia de ambos.
El general Servíez y el coronel Santander, junto con dos mil hombres, salieron en retirada el 5 de marzo de 1816 del pueblo de Usaquén a los llanos orientales pasando por la capital; llevaban la virgen de Chiquinquirá, venerada imagen que traían desde dicha población. Al día siguiente, el 6 de marzo, pasaron por Usaquén las tropas reales que ocuparon a Santafé.
El sector se erigió como municipio en 1852 y en 1860 se dio una batalla entre las tropas gubernamentales y las de Tomás Cipriano de Mosquera, quien salió vencedor y tomó el poder del país.

### SigloXX
En 1905 se construyó la Carretera Central del Norte, que mejoró notablemente las comunicaciones con Chapinero y Bogotá. Hasta 1954, formaba parte del departamento de Cundinamarca, contaba con 71 km² y su cabecera se situaba a 12 km del centro de Bogotá, lo que hacía su territorio agradable para las familias adineradas de la ciudad.

Antiguas Veredas de Usaquén

En términos demográficos, para 1938 la población de Usaquén era de 4.617 personas, y más de la mitad de sus viviendas carecían de servicios. En los años 1940, sin embargo, el sector experimentó un marcado crecimiento demográfico, común al resto de la actual Bogotá, alcanzando en 1951 una población de 11.207 habitantes, de los cuales solo 2.469 habían nacido en Usaquén. Durante este periodo, además del casco urbano, existían hitos como los cuarteles de Santa Ana, el Country Club, la Colonia Vacacional, y la estación del cable aéreo de la empresa Cementos Samper.
La explotación de las areneras explica el surgimiento en este periodo de barrios como La Cita y San Cristóbal Norte, que surgen de los loteos realizados por las empresas mineras operantes en la zona. En este periodo también surge el barrio Barrancas, conformado por familias de inmigrantes que se asentaron entre las calles 153 y 163.
Usaquén fue el mayor proveedor de arena y piedra, extraídas de sus canteras, con las cuales se sentaron las bases del Capitolio Nacional y del antiguo Palacio de la Justicia, desaparecido en El Bogotazo (el 9 de abril de 1948).
Tras la creación del Distrito Especial, en 1954 fue integrado a la ciudad manteniendo sus instituciones como municipio pero con supervisión del Alcalde Mayor. También durante este periodo se inició la parcelación de la hacienda Santa Ana, inspirándose en la urbanización del sector de El Chicó, lo mismo que la de El Cedro, dirigiendo los lotes de la segunda a la joven clase media que había surgido de algunas dinámicas modernizadoras de la ciudad.

A comienzos de los años 1960 el sector contaba con dieciocho barrios, pero aún quedaban por urbanizarse varias veredas. Por haber sido urbanizadas de manera irregular, su transporte depende de la Carrera Séptima, pues pese a estar enmarcado por varias avenidas, el sector no tiene acceso vial a ellas. La oferta de servicios públicos es también muy restringida, y en un principio la poca fertilidad agrícola obligó a sus nuevos habitantes a hacer mercado en Bogotá. 

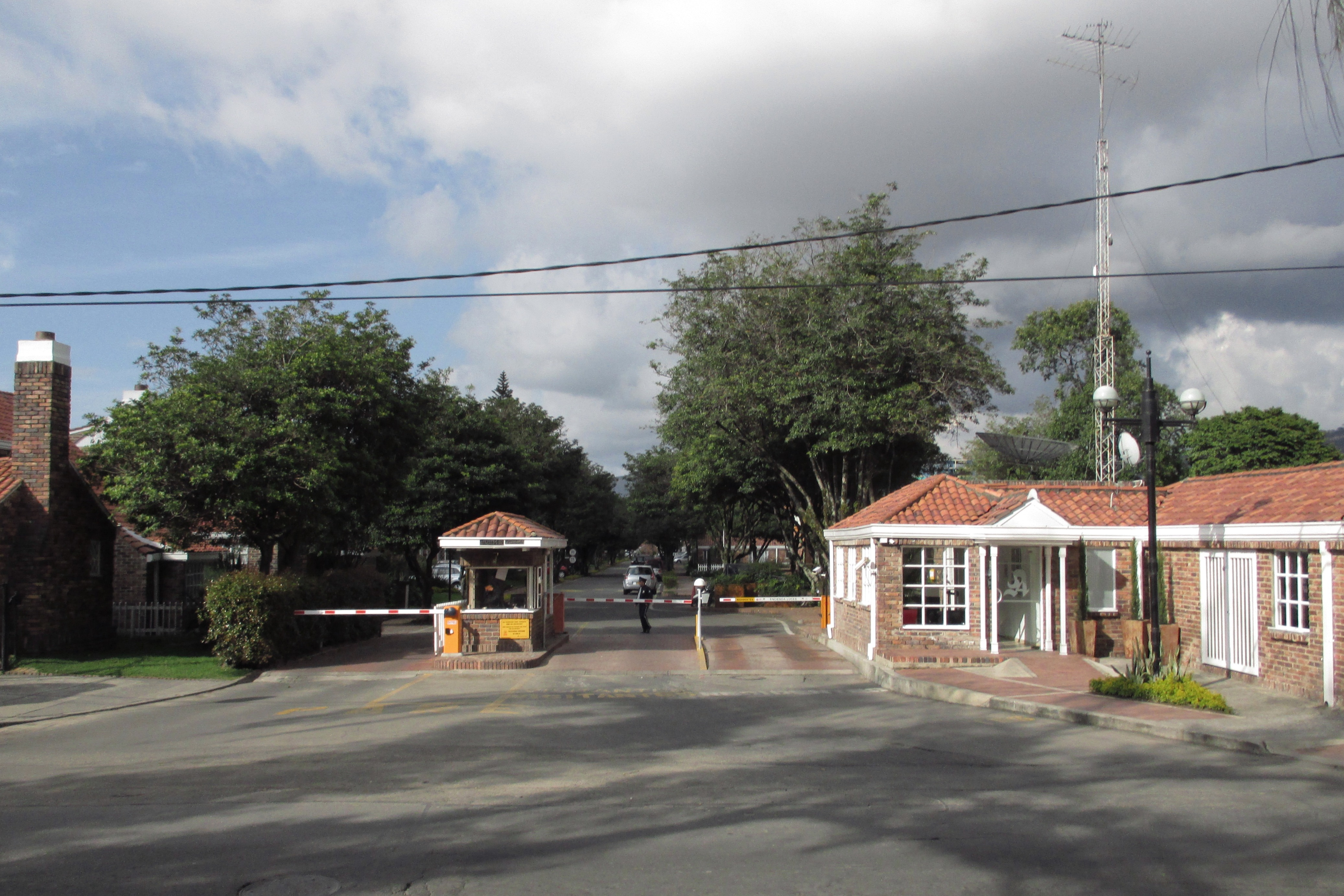
Barrio Antigua, en la calle 134.

 También fue el núcleo de una importante actividad artesanal de talla en madera, así como de tejidos: en el taller Huatay, de Raquel Vivas, se tejieron los acabados que sirvieron para cubrir el interior de la nave espacial Apolo 11. En 1972 se crearon las alcaldías menores de la ciudad, el sector recuperó un poco de autonomía, y se desarrolló el sistema de financiación de vivienda conocido como UPAC. De gran relevancia es la construcción en 1976 del centro comercial Unicentro, que produjo nuevas dinámicas urbanas, el cual estuvo acompañado por los barrios Multicentro y Antigua.
Estos proyectos, barrios y urbanizaciones fueron adelantados por Pedro Gómez y Cia, que también desarrolló otras varias áreas de la actual localidad de Usaquén, como Santa Coloma, La Pradera, Belmira o Bosque Medina.

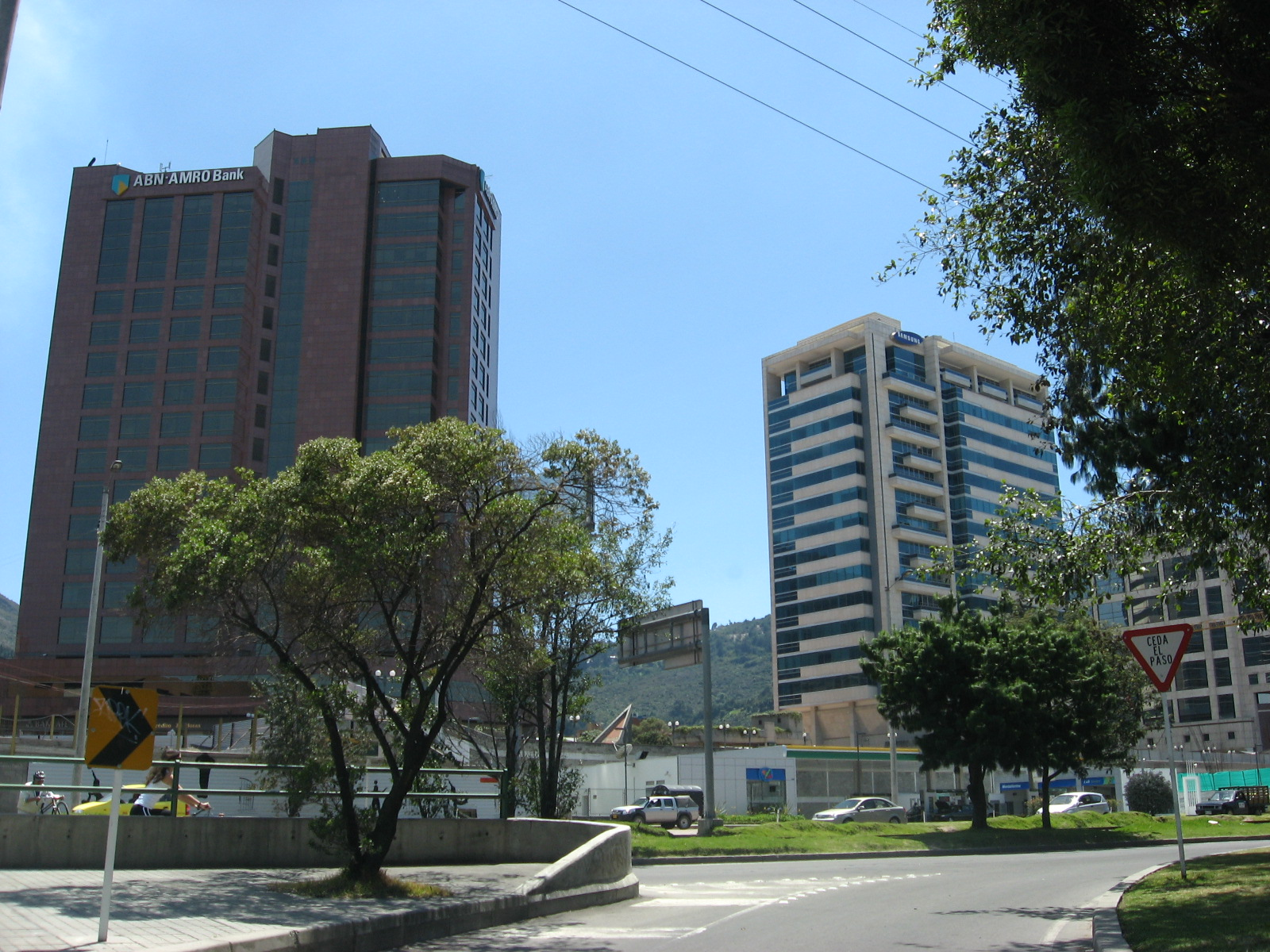
Centro Empresarial Santa Barbara

El 31 de diciembre de 1978, en sus cercanías, el grupo guerrillero M-19 realizó la operación conocida como el robo de armas del Cantón Norte.
En 1987 fue declarado monumento nacional.
Para 1991, el antiguo municipio fue erigido como localidad por orden constitucional. En 2002 fue inaugurado el Portal Norte del sistema Transmilenio que conecta a esta localidad con el resto de la ciudad.

## Geografía humana

### Organización territorial
La localidad se divide en tres Unidades de Planeamiento Local (UPL).
| Unidades de Planeamiento Local (UPL) | Código Postal                                                     | Área (en hectáreas) | Límites | Barrios |
| ------------------------------------ | ----------------------------------------------------------------- | ------------------- | --- | --- |
| Torca                                | - 110141 Al sur de la Calle 207 - 110151 Al norte de la Calle 207 | 630.95              | - Norte:Cerro de Torca - Oriente: Cerros Orientales - Sur: Calles 192 y 193 - Occidente: Carrera 45              | - Canaima - La Floresta de La Sabana - Torca |
| Toberín                              | 110141                                                            | 355.79              | - Norte: Calles 192 y 193 - Oriente: La Calera - Sur: Calles 180, 180A y 182 - Occidente: Carrera 45             | - Altos de Serrezuela - Balcones de Vista Hermosa - Balmoral Norte - Buenavista - Chaparral - El Codito - El Refugio de San Antonio - El Verbenal - Horizontes - La Estrellita - La Frontera - La Llanurita - Lijacá - Los Consuelos - Marantá - Maturín - Medellín - Mirador del Norte - Nuevo Horizonte - San Antonio Norte - Santandercito - Tibabita - Viña del Mar |
| Toberín                              | - 110131 Al sur de la Calle 170 - 110141 Al norte de la Calle 170 | 345.26              | - Norte: Calles 180, 180A y 182 - Oriente: Cerros Orientales - Sur: Calle 165 y 170 - Occidente: Carreras 9 y 45 | - Bosque de San Antonio - Conjunto Camino del Palmar - El Pite - El Redil - La Cita - La Granja Norte - La Uribe - Los Naranjos - San Juan Bosco - Urbanización Los Laureles. |
| Toberín                              | 110131                                                            | 275.28              | - Norte: Calle 165 - Oriente: Cerros Orientales - Sur: Calles 153, 155B y 155C - Occidente: Carreras 7 y 9       | - Ainsuca - Altablanca - Barrancas - California - Cerro Norte - Danubio - Don Bosco - La Perla Oriental - Las Areneras - Milán (Barrancas) - Pradera Norte - San Cristóbal Norte - Santa Teresa - Soratama - Torcoroma - Villa Nydia - Villa Oliva |
| Toberín                              | 110131                                                            | 290.66              | - Norte: Calles 165 y 170 - Oriente: Carrera 9 - Sur: Calle 153 - Occidente: Carrera 45                          | - El Toberín - Babilonia - Darandelos - Estrella del Norte - Guanoa - Jardín Norte - La Liberia - La Pradera Norte - Las Orquídeas - Pantanito - Santa Mónica - Villa Magdala - Villas de Aranjuez - Villas del Mediterráneo - Zaragoza. |
| Usaquén                              | - 110121 Al sur de la Calle 147 - 110131 Al norte de la Calle 147 | 672.26              | - Norte: Calles 153, 155B y 155C - Oriente: Cerros Orientales - Sur: Calle 134 - Occidente: Carreras 7 y 45      | - Acacias - Antigua - Belmira - Bosque de Pinos - Caobos Salazar - Capri - Cedritos - Cedro Bolívar - Cedro Golf - Cedro Madeira - Cedro Narváez - Cedro Salazar - El Contador - El Rincón de Las Margaritas - La Sonora - Las Margaritas - Lisboa - Los Cedros - Los Cedros Oriental - Montearroyo - Nueva Autopista - Nuevo Country - Sierras del Moral el Nogal      |
| Usaquén                              | - 110111 Al sur de la Calle 127 - 110121 Al norte de la Calle 127 | 492.69              | - Norte: Calle 134 - Oriente: Cerros Orientales - Sur: Calle 100 - Occidente: Carrera 9                          | - Bella Suiza - Bellavista - Bosque Medina - El Pañuelito - El Pedregal - Escuela de Caballería I - Escuela de Infantería - Francisco Miranda - Ginebra - La Esperanza - La Glorieta - Las Delicias del Carmen - Sagrado Corazón - San Gabriel - Santa Ana - Santa Ana Occidental - Santa Bárbara - Santa Bárbara Alta - Santa Bárbara Oriental - Unicerros - Usaquén   |
| Usaquén                              | 110121                                                            | 285.16              | - Norte: Calle 134 - Oriente: Carrera 9 - Sur: Calle 127 - Occidente: Carrera 45                                 | - Country Club - La Calleja - La Carolina - La Cristalina - Prados del Country - Recodo del Country - Santa Coloma - Soatama - Toledo - Torres del Country - Vergel del Country |
| Usaquén                              | 110111                                                            | 458.69              | - Norte: Calle 127 - Oriente: Carrera 9 - Sur: Calle 100 - Occidente: Carrera 45                                 | - Campo Alegre - Molinos del Norte - Multicentro - Navarra - Rincón del Chicó - San Patricio - Santa Bárbara - Santa Bárbara Central - Santa Bibiana - Santa Bárbara Occidental - Santa Paula |

#### Zona Rural
| UPL               | Código Postal                                | Área (en hectáreas) | Límites | Veredas                                             |
| ----------------- | -------------------------------------------- | ------------------- | --- | --------------------------------------------------- |
| Torca             | 110151                                       | 61.00               | - Norte: Quebrada la Floresta y Límite con Chía - Oriente: Carrera 7 - Sur: Calle 222 y Quebrada Torca - Occidente: Carrera 9 y 45 | Ninguno                                             |
| Cerros Orientales | - 110111 - 110121 - 110131 - 110141 - 110151 | 3,713.40            | - Norte y Oriente: Límite con Chía y La Calera - Sur: Límite con Chapinero - Occidente:con las UPZ 1, 9, 10, 11, 13 y 14           | - Torca - Tibabita - Barrancas Oriental - El Páramo |

### Demografía

#### Población
La población de la localidad se distribuye así:
| UPZ                       | Población | Densidad hab/ha |
| ------------------------- | --------- | --------------- |
| Paseo de los Libertadores | 2511      | 4,0             |
| Verbenal                  | 112482    | 316.1           |
| La Uribe                  | 30815     | 89.3            |
| San Cristóbal Norte       | 68016     | 247.1           |
| Toberín                   | 57969     | 199.4           |
| Los Cedros                | 124973    | 185.9           |
| Usaquén                   | 39293     | 79.8            |
| Country Club              | 24013     | 84.1            |
| Santa Bárbara             | 67766     | 147.7           |
| Total                     | 527841    | 156             |

| Año  | Población |
| ---- | --------- |
| 2005 | 425193    |
| 2018 | 533975    |

#### Condiciones socioeconómicas
La localidad posee algunos de los mejores indicadores en la ciudad, sin embargo, es evidente la desigualdad entre las UPZ del norte y las del sur. Esto se ve reflejado en la distribución de estratos en las manzanas residenciales como se ve a continuación:
| UPZ                       | Sin estrato | Estrato 1 | Estrato 2 | Estrato 3 | Estrato 4 | Estrato 5 | Estrato 6 | Total |
| ------------------------- | ----------- | --------- | --------- | --------- | --------- | --------- | --------- | ----- |
| Paseo de los Libertadores | 14          | 0         | 11        | 0         | 1         | 0         | 9         | 35    |
| Verbenal                  | 39          | 71        | 223       | 161       | 7         | 13        | 0         | 514   |
| La Uribe                  | 18          | 1         | 16        | 26        | 11        | 0         | 0         | 72    |
| San Cristóbal Norte       | 35          | 99        | 38        | 219       | 0         | 1         | 0         | 392   |
| Toberín                   | 24          | 0         | 8         | 119       | 73        | 0         | 0         | 224   |
| Los Cedros                | 58          | 9         | 0         | 0         | 211       | 108       | 28        | 414   |
| Usaquén                   | 45          | 0         | 45        | 38        | 30        | 88        | 96        | 342   |
| Country Club              | 10          | 0         | 0         | 0         | 0         | 34        | 30        | 74    |
| Santa Bárbara             | 54          | 0         | 0         | 0         | 0         | 61        | 246       | 361   |
| Total                     | 297         | 180       | 341       | 563       | 333       | 305       | 409       | 2428  |

### Urbanismo

#### Uso del suelo
La localidad es mayormente de vocación residencial, representando el 54.3% de los predios. El uso comercial representa el 12.4%, el uso dotacional el 18.6%, el uso de servicios el 12.2%, el uso industrial el 0.4% y otros usos representan el 2.0% de los predios.

#### Zonas verdes y arbolado urbano
La localidad tiene 21.9 m² de espacio público por habitante, este valor es cerca de dos veces mayor al promedio distrital de 11.3 m² por habitante. Igualmente, al año 2019 la localidad tenía 117 546 árboles.

#### Parques y jardines

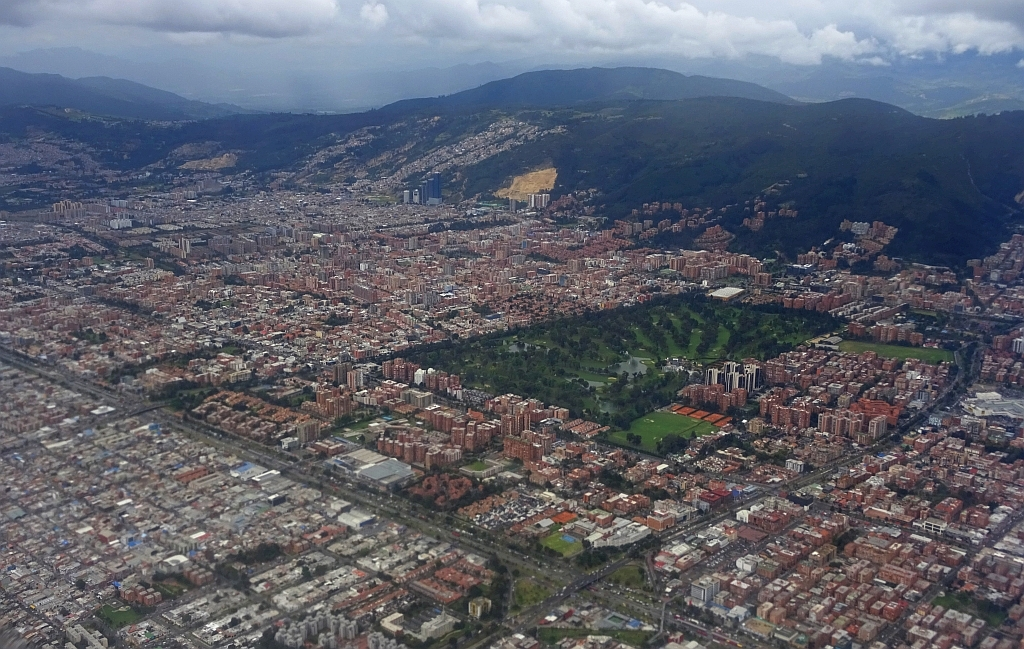
Country Club Bogotá.

En la localidad existen 471 parques pertenecientes al Sistema Distrital de Parques. Se dividen de la siguiente forma:
| Tipo          | Número | Nombre                  | Ubicación           |
| ------------- | ------ | ----------------------- | ------------------- |
| Metropolitano | 1      | PM28 - El Country       | AC 127 - KR 11C BIS |
| Zonal         | 5      | PZ37 - Servitá          | CL 165 - KR 7H      |
| Zonal         | 5      | PZ49 - Alta Blanca      | CL 159 - KR 8A      |
| Zonal         | 5      | PZ100 - Las Flores      | AK 45 - CL 197      |
| Zonal         | 5      | PZ25 - La Vida          | CL 159A - KR 13     |
| Zonal         | 5      | PZ 15 - Nueva Autopista | CL 137 - KR 19      |
| Vecinal       | 326    | Varios                  |                     |
| De bolsillo   | 139    | Varios                  |                     |

Igualmente, existen parques y zonas verdes privadas.

### Comunicaciones

#### Conexiones

##### Malla vial

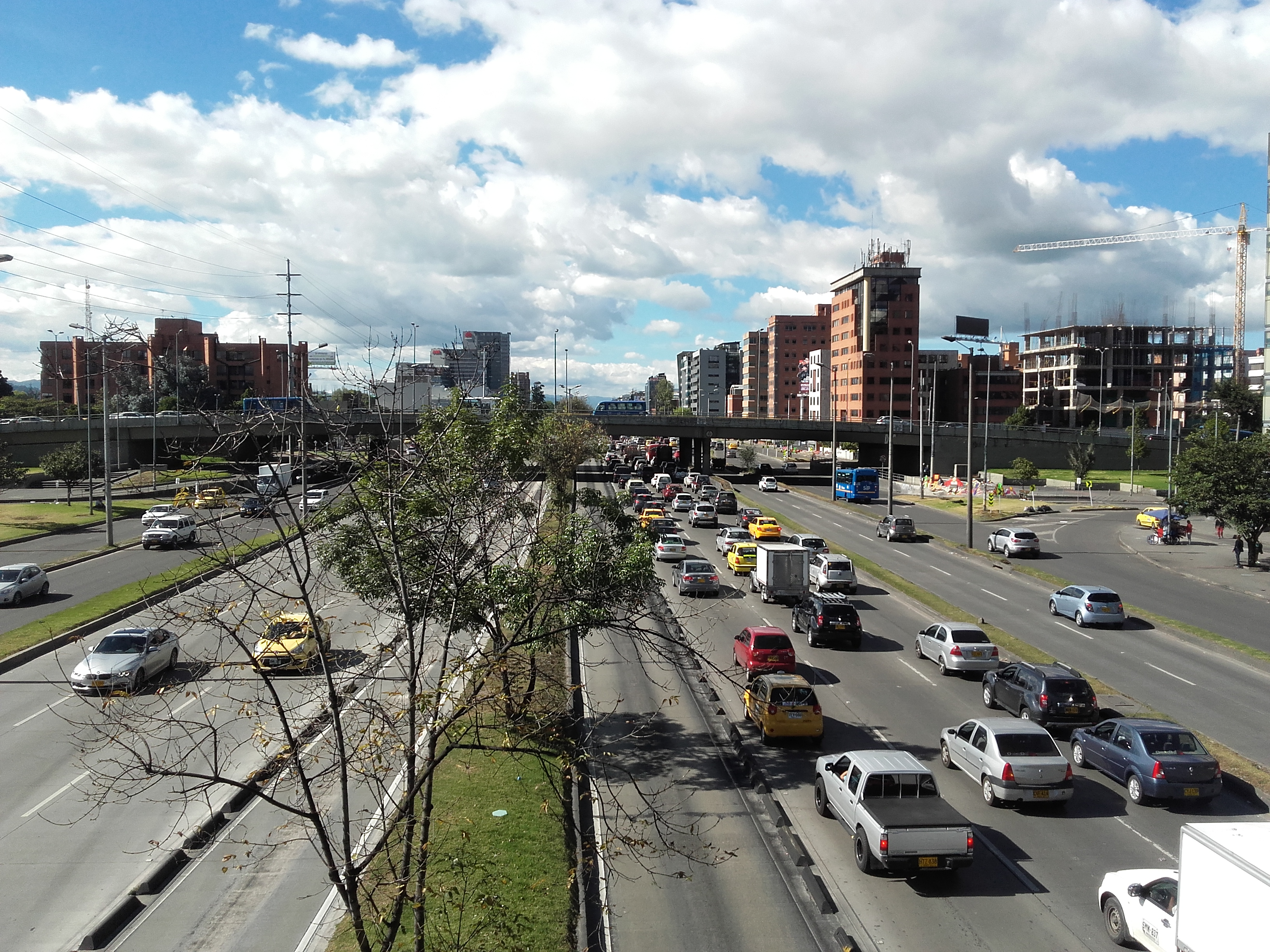
Autopista Norte.

La localidad es servida por las siguientes avenidas:
| Nombre                                              | Número      | Trazado           |
| --------------------------------------------------- | ----------- | ----------------- |
| Avenida Alberto Lleras Camargo                      | Carrera 7ª  | Norte-Sur         |
| Avenida Laureano Gómez                              | Carrera 9.ª | Norte-Sur         |
| Avenida Jorge Uribe Botero                          | Carrera 15  | Norte-Sur         |
| Avenida Santa Bárbara                               | Carrera 19  | Norte-Sur         |
| Avenida Paseo de los Libertadores (Autopista Norte) | Carrera 45  | Norte-Sur         |
| Avenida Carlos Lleras Restrepo                      | Calle 100   | Oriente-Occidente |
| Avenida Pepe Sierra                                 | Calle 116   | Oriente-Occidente |
| Avenida Callejas                                    | Calle 127   | Oriente-Occidente |
| Avenida Contador                                    | Calle 134   | Oriente-Occidente |
| Avenida Cedritos                                    | Calle 147   | Oriente-Occidente |
| Avenida La Sirena                                   | Calle 153   | Oriente-Occidente |
| Avenida Las Orquídeas                               | Calle 161   | Oriente-Occidente |
| Avenida Servitá                                     | Calle 165   | Oriente-Occidente |
| Avenida San Juan Bosco                              | Calle 170   | Oriente-Occidente |
| Avenida San Antonio                                 | Calle 183   | Oriente-Occidente |
| Avenida Tibabita                                    | Calle 191   |                   |

#### Transporte Urbano

##### TransMilenio

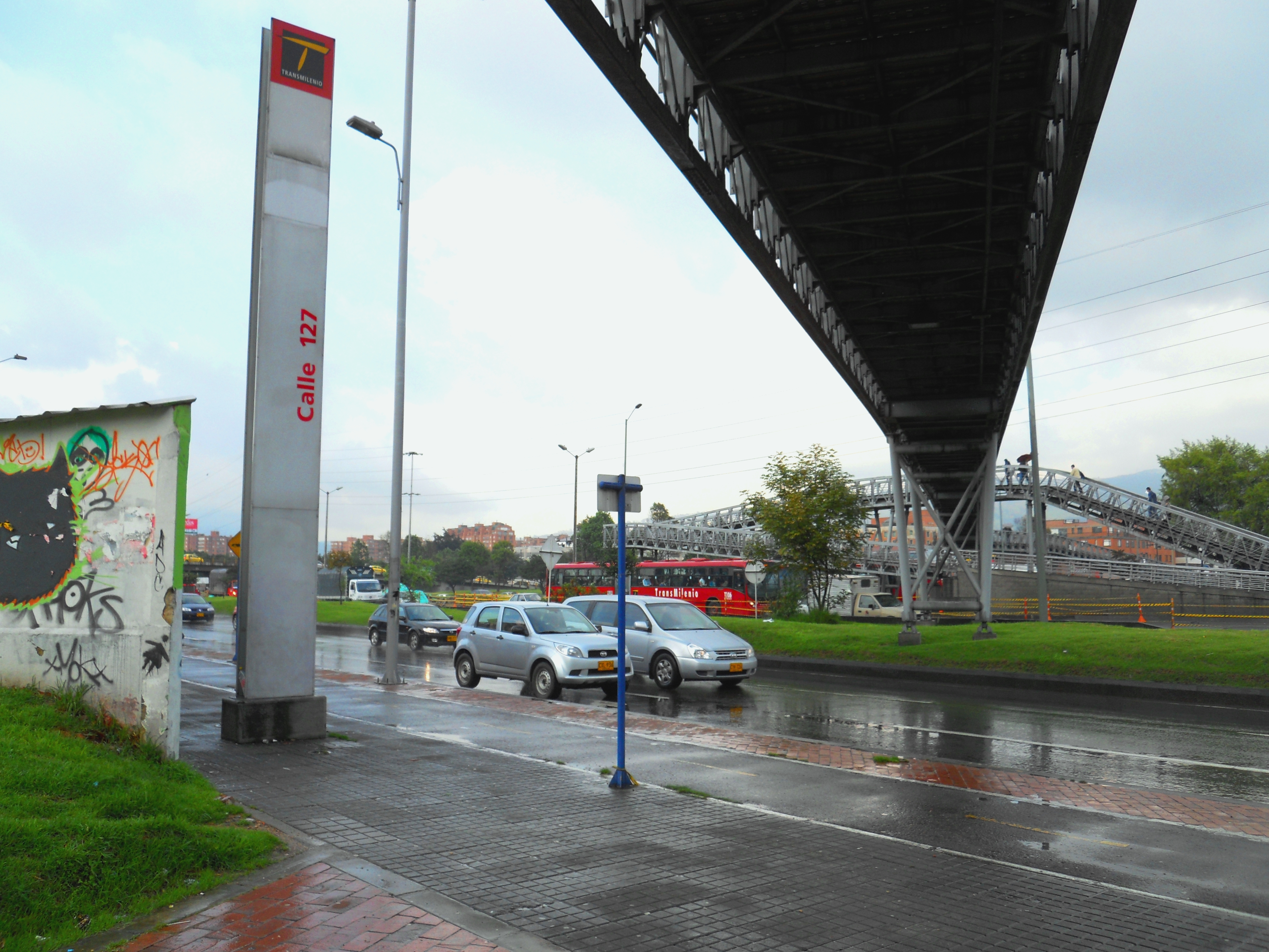
Estación Calle 127 del sistema Transmilenio en la Autopista Norte.

Trece estaciones troncales y el corredor pre-troncal de la carrera séptima dan servicio a la localidad.
| Troncal Norte | Troncal Carrera 7.ª                                                                 |
| --- | ----------------------------------------------------------------------------------- |
| Terminal Calle 187 Portal Norte Toberín - Foundever Calle 161 Mazurén Calle 146 Calle 142 Alcalá - Colegio Santo Tomás Dominicos Prado Calle 127 Pepe Sierra Calle 106 | Calle 134 Calle 130B Calle 127B Calle 124 Calle 119B Calle 114 Calle 110A Calle 106 |
| En negrita las estaciones de intercambio, y en cursiva los paraderos de bus dual. Buses Alimentadores Buses Intermunicipales                                           |                                                                                     |

##### Buses
Las rutas de buses zonales que tienen como destino esta zona de la ciudad tienen formato B000 y como destino muestran alguna de las siguientes locaciones: San Cristóbal Norte, Alcalá, Cardio Infantil, Cedritos, Clínica del Bosque, Unicentro, Lijacá, El Codito, Calle 222, Calle 134, La Estrellita, Toberín, Serrezuela, Terminal Norte, Pepe Sierra y Balmoral Norte.

##### Ferrocarril
En la localidad se ubican dos estaciones de ferrocarril. Con la desaparición de los Ferrocarriles Nacionales, ambas quedaron inactivas siendo utilizadas solo para recorridos turísticos. Se proyecta que el corredor férreo vuelva a ser utilizado para transporte de pasajeros a través del proyecto del RegioTram.

##### Cable aéreo
Existen dos proyectos de cable aéreo en la localidad: el primero conectaría la parte baja del barrio El Codito con la parte alta; el segundo conectaría la zona del Cantón Norte con el municipio de La Calera.

### Economía

#### Empleo
En la localidad, al año 2017 existen 74101 empresas, la mayoría de ellas pertenecientes al comercio, servicios profesionales y servicios financieros. Estas se distribuyen de la siguiente forma:
| UPZ                       | Empresas | Participación % |
| ------------------------- | -------- | --------------- |
| Paseo de los Libertadores | 520      | 0.7             |
| Verbenal                  | 6477     | 8.7             |
| La Uribe                  | 2480     | 3.3             |
| San Cristóbal Norte       | 4640     | 6.3             |
| Toberín                   | 7762     | 10.5            |
| Los Cedros                | 17215    | 23.2            |
| Usaquén                   | 9639     | 13.0            |
| Country Club              | 3901     | 5.3             |
| Santa Bárbara             | 21220    | 28.6            |
| Ninguna                   | 247      | 0.3             |
| Total                     | 74101    | 100             |

| Sector                     | %    |
| -------------------------- | ---- |
| Agropecuario y minero      | 3.1  |
| Industria                  | 7.2  |
| Construcción               | 7.6  |
| Comercio                   | 22.3 |
| Transporte                 | 2.1  |
| Alojamiento y alimentación | 5.0  |
| Comunicaciones             | 4.8  |
| Servicios financieros      | 10.7 |
| Servicios profesionales    | 18.4 |
| Servicios empresariales    | 5.2  |
| Servicios sociales         | 6.4  |
| Otros                      | 7.2  |

#### Infraestructura

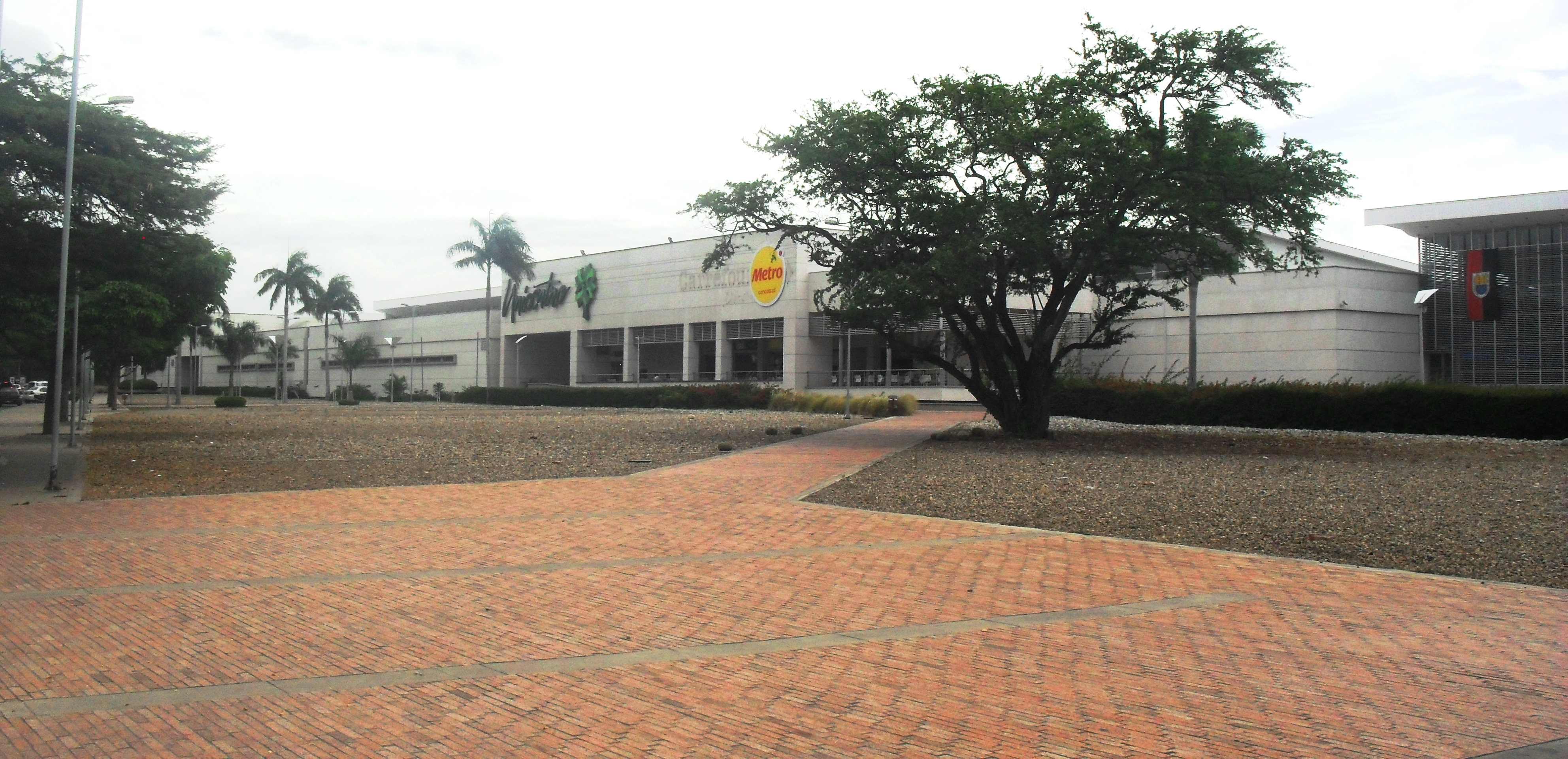
Centro Comercial Unicentro Bogotá.

La localidad posee varios centros comerciales:
- Centro Comercial Unicentro, es uno de los más grandes de la ciudad con compradores provenientes no solamente de la localidad, sino de toda la ciudad.
- Centro Comercial Hacienda Santa Bárbara, el cual une lo moderno con lo colonial al construirse en los terrenos donde estaba ubicada la casona colonial de la hacienda la cual fue propiedad de Pepe Sierra.
- Centro Empresarial Santa Bárbara es un conjunto de nueve edificios entre las calles 112 y 116 y entre las carreras 7 y 9.
- Centro Comercial Santa Ana, ubicado en la Avenida Novena, es uno de los más exclusivos de la ciudad.
- Centro Comercial Cedritos 151, ubicado en la calle 150 con carrera 16 (dirección nueva).
- Centro Comercial Palatino ubicado en la calle 140 con carrera 7.

## Política local

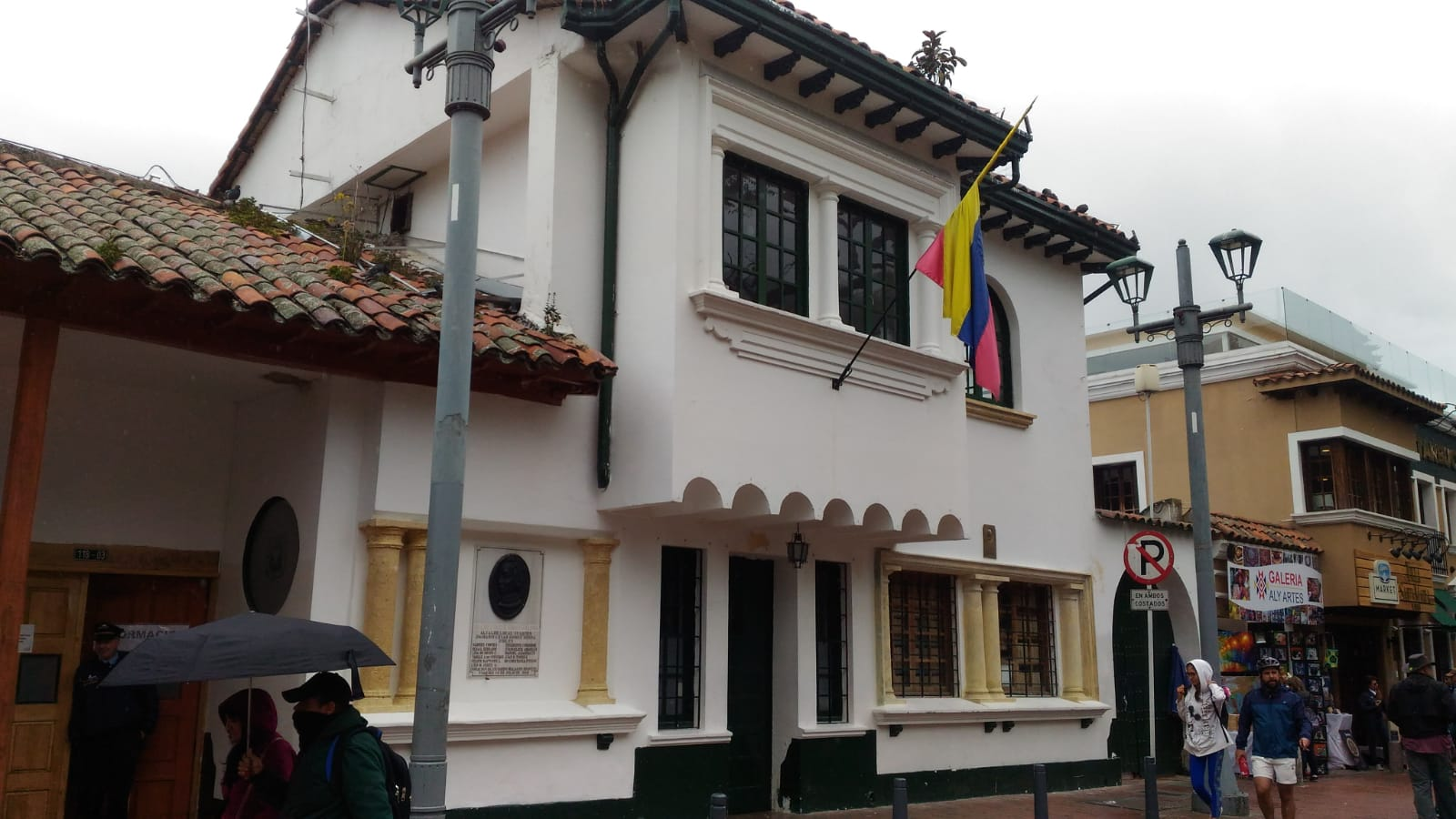
Sede de la Alcaldía Local de Usaquén

El gobierno local se compone de la Junta Administradora Local y el Alcalde local (designado mediante terna por el Alcalde Mayor). Al ser parte del Distrito Capital, todas las entidades y corporaciones de orden distrital tienen jurisdicción en la localidad. La alcaldía se encuentra ubicada en la Carrera 6A # 118-03.
| Partido            | Partido | Escaños |
| ------------------ | ------- | ------- |
| Centro Democrático | CD      | 4/11    |
|                    | NL/EM   | 3/11    |
|                    | AV      | 1/11    |
|                    | PL      | 1/11    |
|                    | CD/M    | 1/11    |
|                    | PH      | 1/11    |
|                    |         |         |

## Representaciones diplomáticas
- Barrio Cedritos. Embajada y consulado de Alemania
- Embajada de Australia
- Embajada de Azerbaiyán

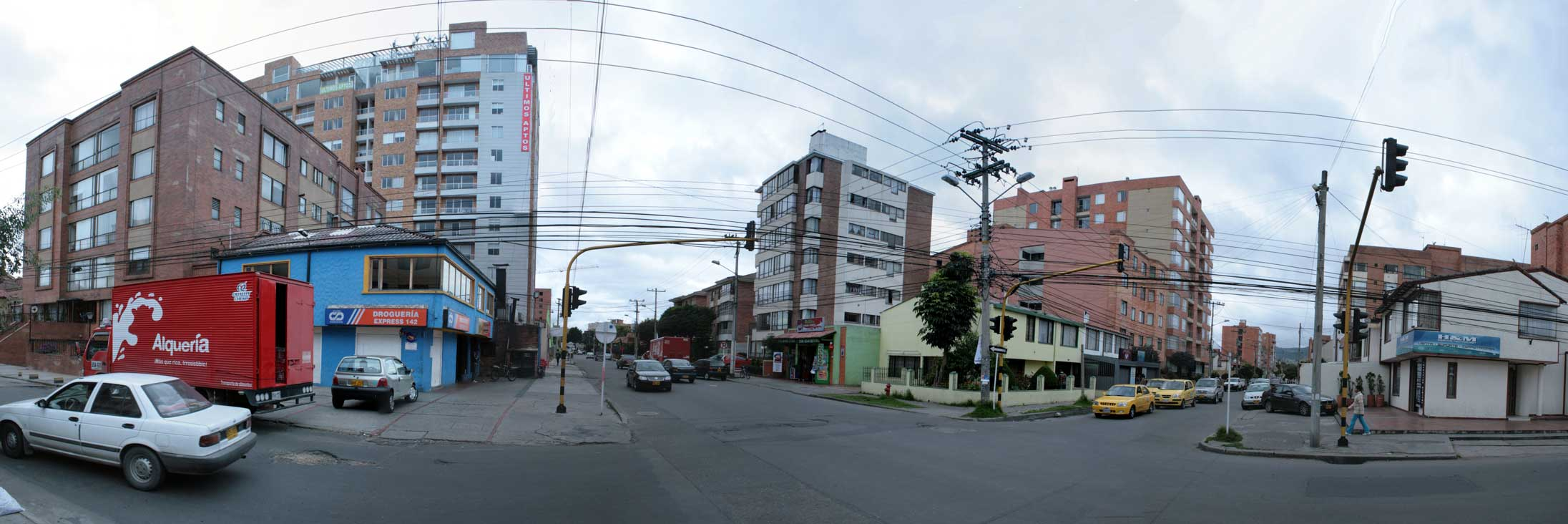
Barrio Cedritos.

- Embajada y consulado de Bolivia
- Embajada y consulado Canadá
- Embajada y consulado Chile
- Embajada y consulado de Costa Rica
- Embajada de Egipto
- Embajada de El Salvador
- Embajada de Finlandia
- Embajada de Honduras
- Embajada de India
- Embajada de Irlanda
- Embajada de Jamaica
- Embajada de la Orden de Malta
- Embajada de México
- Embajada de Polonia
- Embajada y consulado de la República Dominicana
- Delegación de la Unión Europea

## Servicios públicos

### Abastecimiento
La localidad es servida por las siguientes compañías de servicios públicos:
| Servicio                       | Compañía                                        |
| ------------------------------ | ----------------------------------------------- |
| Acueducto y alcantarillado     | Empresa de Acueducto y Alcantarillado de Bogotá |
| Electricidad                   | ENEL                                            |
| Aseo y recolección de residuos | Promoambiental Distrito                         |
| Gas domiciliario               | Vanti                                           |

### Educación

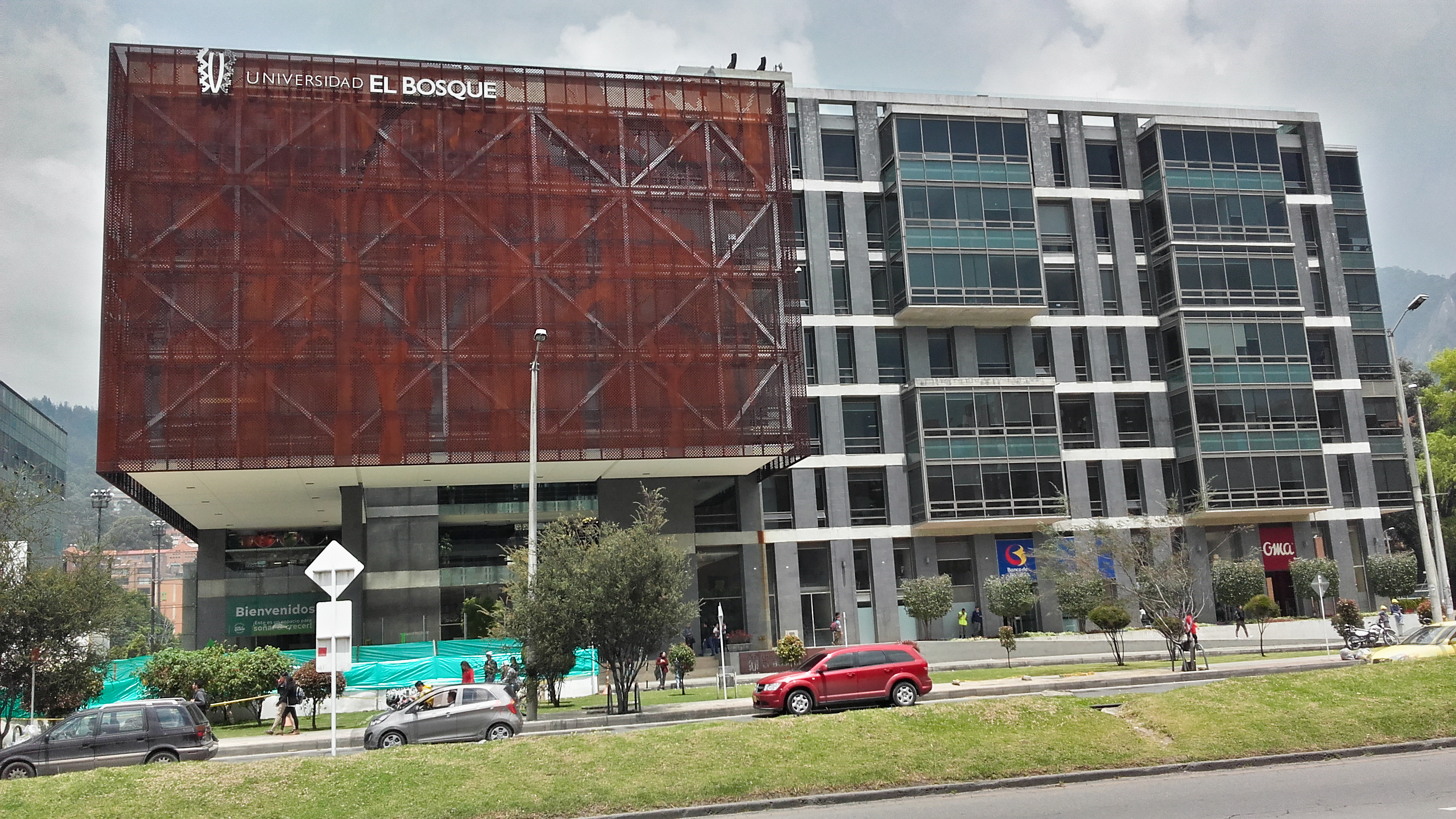
Universidad El Bosque.

Usaquén tiene 152 colegios y 16 universidades.

#### Básica y media
- Institución Educativa Distrital Agustín Fernández
- Institución Educativa Distrital Aquileo Parra
- Institución Educativa Distrital Cristóbal Colón
- Institución Educativa Distrital Divino Maestro
- Institución Educativa Distrital Friedrich Naumann
- Institución Educativa Distrital General Santander
- Institución Educativa Distrital La Estrellita
- Institución Educativa Distrital Nuevo Horizonte
- Institución Educativa Distrital Saludcoop Norte
- Institución Educativa Distrital San Bernardo
- Institución Educativa Distrital San Cristóbal Norte
- Institución Educativa Distrital Santa Cecilia
- Institución Educativa Distrital Toberín
- Institución Educativa Distrital Unión Colombia
- Institución Educativa Distrital Usaquén
- Instituto Pedagógico Nacional

#### Superior
- Fundación Universitaria Escuela Colombiana de Rehabilitación
- Universidad de San Buenaventura
- Universidad del Rosario
- Universidad El Bosque

- Universidad Militar Nueva Granada

### Salud

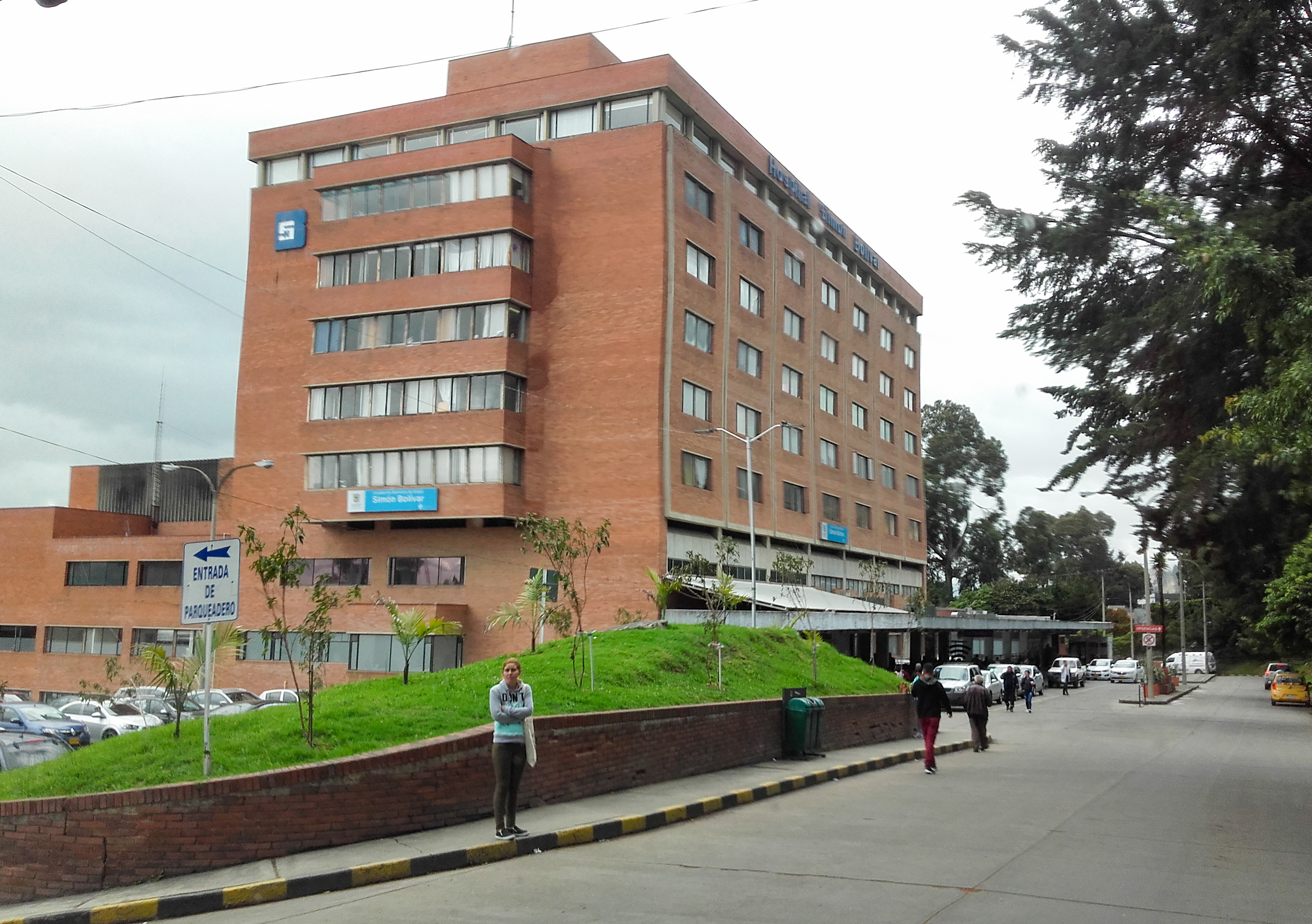
Hospital Simón Bolívar.

Usaquén tiene 582 Instituciones Prestadoras de Salud.

#### IPS privadas
- Fundación Cardio Infantil
- Clínica El Bosque
- Clínica Reina Sofía
- Clínica Vascular Navarra
- Fundación Santa Fe de Bogotá

#### IPS públicas
- Hospital Simón Bolívar

#### Cementerios
- Jardines de Paz

### Seguridad
- Bomberos B-13 Estación Caobos Salazar
- Estación de Policía Usaquén

## Cultura

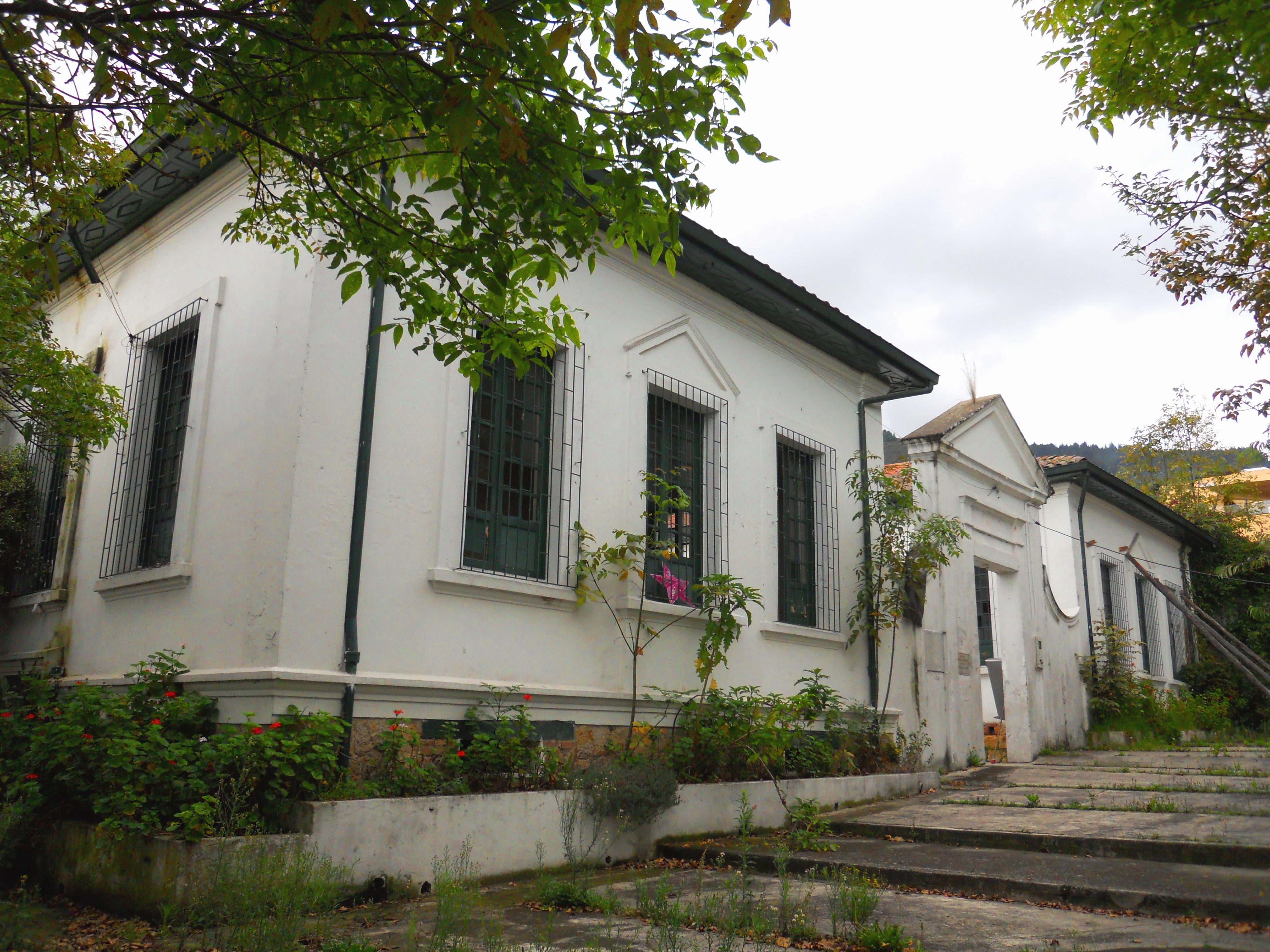
Escuela en la zona colonial.

### Patrimonio
- Mercado de las pulgas de Usaquén[22]
- Calle del Sabor
- Estación del Ferrocarril de Usaquén.
- La zona colonial, que comprende la parroquia de Santa Bárbara (construida en 1665 y modernizada en el siglo XX), la antigua hacienda del mismo nombre y actual centro comercial, seminarios, colegios y el famoso mercado de las pulgas.
- La mariposa es el macromural más grande de Bogotá.[23]

### Equipamientos culturales
- Biblioteca Pública Usaquén - Servitá, de BibloRed. Está ubicada en el Centro de Desarrollo Comunitario Simón Bolívar, Calle 165 # 7 – 52, en la localidad de Usaquén. Fue inaugurada en 1986 como parte de la oferta cultural, social y deportiva del CDC. Desde el 2001 hace parte de la Red Distrital de Biblioteca Públicas de Bogotá, BibloRed, atendiendo a los habitantes del nororiente de la ciudad. Cuenta con alrededor 23.500 volúmenes, entre libros, audiovisuales, multimedia y publicaciones seriadas, y ofrece servicios de acceso, uso y apropiación de la información y el conocimiento, así como programación cultural periódica.[24][25][26][27][28] [29][30]
- Paradero Para libros Para Parques  (PPP) de Santa Ana es un espacio para el encuentro con la lectura en la localidad de Usaquén. Este PPP fue inaugurado el domingo 16 de diciembre de 2019, y está ubicado en la carrera 8 entre calles 110 y 112, a espaldas del C.C Santa Ana, en la localidad de Usaquén. Cuenta con una colección de más de 300 libros de diferentes géneros para todas las edades.[31]
- Museo Francisco de Paula Santander

### Religión
La parte de la población de Usaquén es católica romana, al cual sus parroquias están bajo jurisdicción de la Arquidiócesis de Bogotá bajo la Vicaría Episcopal Territorial Padre Misericordioso, erigida bajo decreto canónico N°1111 de 2017 organizada en 6 arcipestrazgos. También hay diversas iglesias protestantes como la Pentecostal Unida de Colombia y Casa Sobre La Roca.

## Deporte
- Cancha sintética de fútbol 11- El Cedrito, ubicada en calle 146 con carrera novena.
- Cancha sintética de fútbol 11- El Verbenal, ubicada en la calle 187 con transversal 18B.
- Cancha sintética de fútbol 11- Estrella Norte, ubicada en la calle 10 con carrera 19B.
- Cancha sintética de fútbol 11- Calle 170, ubicada en la carrera 17 con calle 175.
- Cancha sintética de fútbol 11- Toberín, ubicada en la calle 164 con carrera 16C.
- El Country Club, club social reservado para las familias de clase alta reconocido por sus amplios y verdes campos de golf.

## Símbolos
En el Acuerdo Local 002 de 1996, se aprobó la bandera y logotipo distintivo y en 2015, mediante el acuerdo Acuerdo Local  8 de 2015 se aprobó el himno compuesto por Jorge Enrique Calderón 

### Bandera
La Bandera es un rectángulo integrado por tres franjas verticales con las siguientes dimensiones, la primera y la tercera es de un treinta por ciento, la segunda será del cuarenta restante, siendo la primera verde, la segunda blanca y la tercera amarilla, Aunque no se especifica las proporciones, La imagen de muestra que tiene el acuerdo local hace notar que es de 1:2. 

### Escudo
En la parte superior, un arco semicircular contiene la leyenda “JUNTA ADMINISTRADORA LOCAL” en letras mayúsculas negras. En el centro del diseño se encuentra un símbolo geométrico estilizado de color negro, con forma simétrica, compuesto por líneas rectas que forman una figura abstracta. Finalmente, en la parte inferior, dentro de un recuadro rectangular, aparece el texto “ALCALDÍA USAQUÉN”, también en letras mayúsculas negras, destacadas y de gran tamaño.

### Himno
| CORO: Oh, Localidad de Usaquén, llena de amor y progreso, hoy feliz y animado confieso el orgullo de ser usaqueño. Vivir en tu suelo, decir que te quiero, con fe y con amor. I De camino, mirando el progreso y el futuro de la localidad, tradición en sus calles y plazas dan contraste a la prosperidad. tradición en sus calles y plazas dan contraste a la prosperidad. II Con sus grandes cerros orientales y con Torca, bello su humedal, viendo la passiflora aceruana y sus bosques nativos de edad. viendo la passiflora aceruana y sus bosques nativos de edad. III Artesanos de fino perfil, como Apolo tejieron sus manos, y a la luna curiosos orlaron con orgullo de ser colombiano. y a la luna curiosos orlaron con orgullo de ser colombiano. | IV De poblado del Cacique Usaque municipio más tarde nació, de batallas gubernamentales don Cipriano más tarde venció. de batallas gubernamentales don Cipriano más tarde venció. V Un pequeño Nogal fue testigo del avance hacia la libertad, de la ruta que trazó Bolívar en camino hacia Bogotá. de la ruta que trazó Bolívar en camino hacia Bogotá. VI De comarca de muiscas y chibchas es muy grande y buena la región, escenario de la independencia, hoy te canto con el corazón. escenario de la independencia, hoy te canto con el corazón. |